# Phyllophaga trichodes
Phyllophaga trichodes är en skalbaggsart som beskrevs av Bates 1888. Phyllophaga trichodes ingår i släktet Phyllophaga och familjen Melolonthidae. Inga underarter finns listade i Catalogue of Life.